# Hugo Simonis
Hugo Gerhard Cornelius Simonis (* 17. Juni 1874 in Düsseldorf; † 11. Dezember 1949 in Berlin-Nikolassee) war ein deutscher Chemiker. Nach ihm benannt ist die von ihm gemeinsam mit Ernst Petschek entdeckte Simonis-Chromonsynthese zur Darstellung von Chromonderivaten. 
Hugo Simonis wurde 1897 an der Université de Fribourg bei Augustyn Bistrzycki mit einer Arbeit Über einige Mono- und Dioxydialphylessigsäurelactone promoviert. Er war später Professor an der Technischen Universität Berlin.

## Publikationen (Auswahl)
- Die Cumarine. Stuttgart: Enke 1916
- mit Maximilian Dennstedt, Theodor Weyl: Anleitung zur Elementaranalyse und Bestimmung des Molekulargewichtes. Leipzig: G. Thieme 1908.